# Jardín Botánico La Laguna

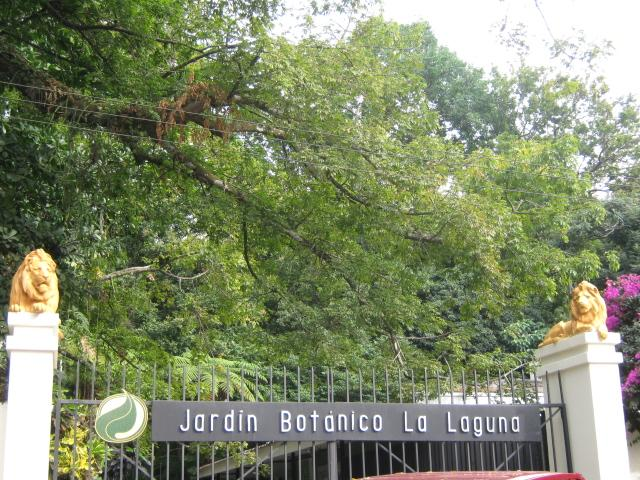
Haupteingang

Jardín Botánico del Plan de la Laguna ist ein Nationalpark und Botanischer Garten in El Salvador.

## Lage
Der Park befindet sich in Antiguo Cuscatlán, rund 9 Kilometer südwestlich der Hauptstadt San Salvador in der Nähe der Carretera Panamericana Nº 1. Der Nationalpark beinhaltet einen Botanischen Garten der öffentlich zugänglich ist. Das Naturschutzgebiet befindet sich am Rande eines ehemaligen Vulkangebietes.

## Geschichte
Der Name Plan de La Laguna stammt aus der Zeit, als sich am unteren Rand eines Kraters für viele Jahrhunderte ein Teich (spanisch laguna) befand. Im 18. Jahrhundert nach dem letzten Vulkanausbruch in dem Gebiet wurde die Lagune und Teile der Vulkanlandschaft durch das Erdbeben von 1873 trockengelegt und wandelte sich im Laufe der Zeit zu einem fruchtbaren Land. Es diente der Landwirtschaft für Nutztiere, Ackerbau und der Forstwirtschaft mit seinem alten Baumbestand.
In den sechziger und siebziger Jahre wurde ein Teil der Fläche durch Wohnsiedlungen bebaut, und die verbliebene unbebaute Fläche wurde einem privaten Verein zur Erhaltung und Bewirtschaftung als Botanischer Garten übertragen.

## Botanischer Garten
Der Jardín Botánico La Laguna wurde am 22. Dezember 1978 eröffnet er hat eine Gesamtfläche von 30 Hektar, von denen 3,15 Hektar mit einer flachen Topographie für Besucher zur Verfügung steht. Die Restflächen sind Naturschutzgebiet und nicht öffentlich zugänglich. Der Jardín Botánico La Laguna in einer Höhe von 815 Meter über Meeresspiegel ist in 32 Zonen mit diversen Pflanzensammlungen unterteilt, beschriftet nach Art der Anlage, gebräuchliche Bezeichnungen und wissenschaftlichen Namen, darunter befinden sich Farne, Wüstenpflanzen, Heilpflanzen, Haus- und Kleingärten, Orchideen, Bromelien und Flächen aus einheimischer Vegetation. Die durchschnittliche Temperatur liegt bei 23 ° Celsius und einer relativen Luftfeuchtigkeit von 75 %. Der Garten ist die Heimat von etwa 3.500 Pflanzenarten.
Im Eingangsgebäude des Jardín Botánico La Laguna gibt es auch eine Bibliothek sowie eine Cafeteria.